# Sachsenburg (Frankenberg)
Sachsenburg ist ein zum Ortsteil Sachsenburg/Irbersdorf gehöriger Ort der Stadt Frankenberg/Sa. im sächsischen Landkreis Mittelsachsen. Die Gemeinden Sachsenburg und Irbersdorf schlossen sich am 1. Oktober 1992 zur Gemeinde Sachsenburg-Irbersdorf zusammen, welche als Ortsteil Sachsenburg/Irbersdorf am 1. Januar 1994 nach Frankenberg eingemeindet wurde.

## Geographie

### Geographische Lage und Verkehr
Sachsenburg liegt im Nordwesten der Stadt Frankenberg/Sa. Der Ort besteht aus dem eigentlichen Dorf Sachsenburg und der Siedlung Sachsenburg-Schloss um das Schloss Sachsenburg und der Gedenkstätte des KZ Sachsenburg. Das Dorf Sachsenburg liegt im Zentrum des Ortsteils Sachsenburg/Irbersdorf. Es geht im Nordosten nahtlos in Irbersdorf über. Sachsenburg hat bezüglich der Bebauung die Form eines „Y“, in dessen Zentrum sich die Kirche befindet. Der Ort liegt am Südrand des Mulde-Lösshügellands (Sächsisches Granulitgebirge). Westlich des Orts befindet sich die 351 m hohe Berghöhe Treppenhauer mit den Resten der mittelalterlichen Bergstadt Bleiberg.
Südlich des Dorfs Sachsenburg erhebt sich über dem Ostufer der Zschopau das Schloss Sachsenburg mit der dazugehörigen Siedlung Sachsenburg-Schloss. Westlich des Schlosses befinden sich direkt am Ufer der Zschopau die einstige Schlossmühle, die Gebäude des ehemaligen KZ Sachsenburg und das örtliche Freibad.

### Nachbarorte
| Schönborn-Dreiwerden | Seifersbach                                 | Irbersdorf  |
| Krumbach, Biensdorf  | Kompassrose, die auf Nachbargemeinden zeigt | Neudörfchen |
| Merzdorf             | Frankenberg/Sa.                             |             |

## Geschichte

### Ortsgeschichte

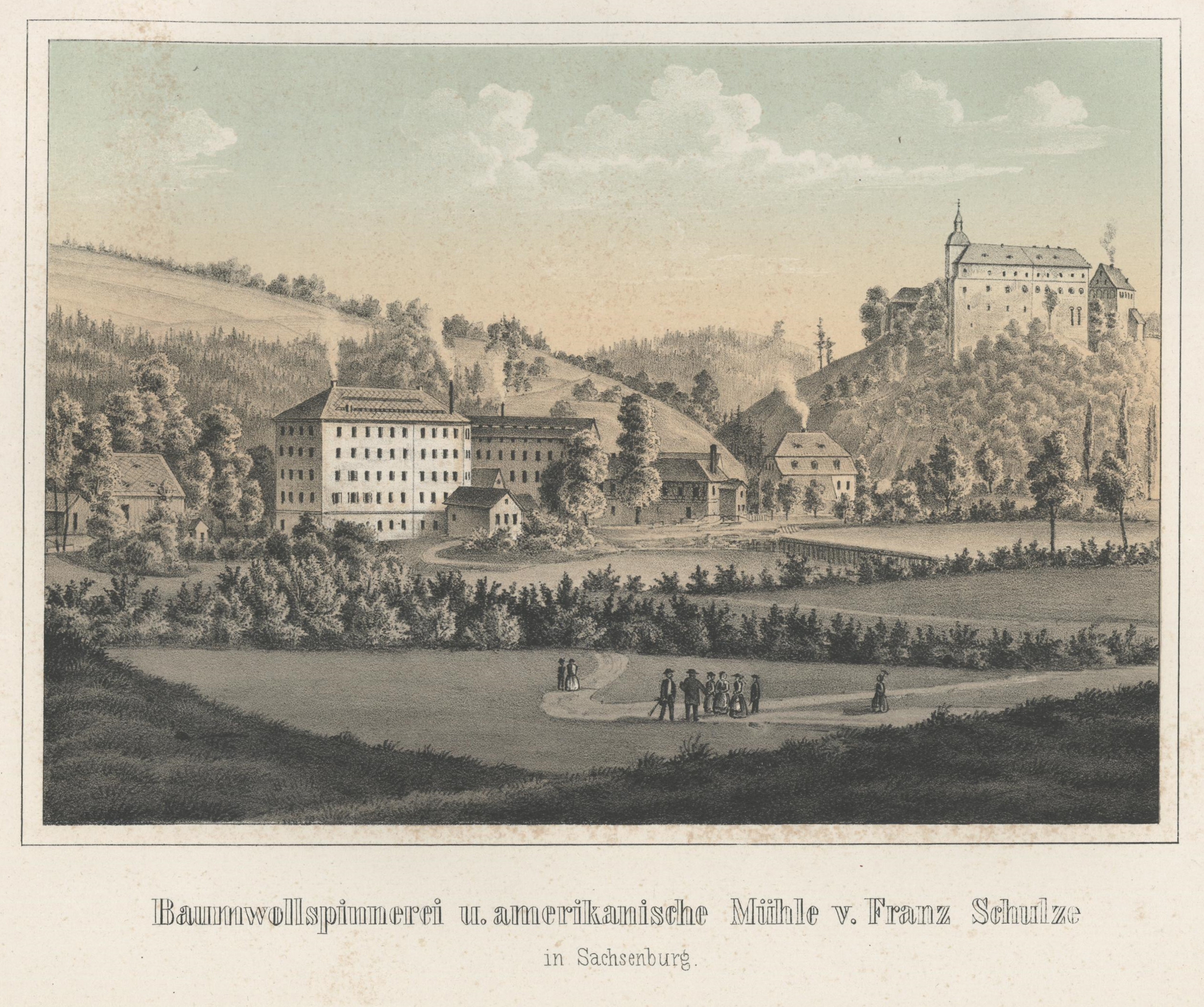
Baumwollspinnerei und amerikanische Mühle von Franz Schulze mit Schloss Sachsenburg 1856

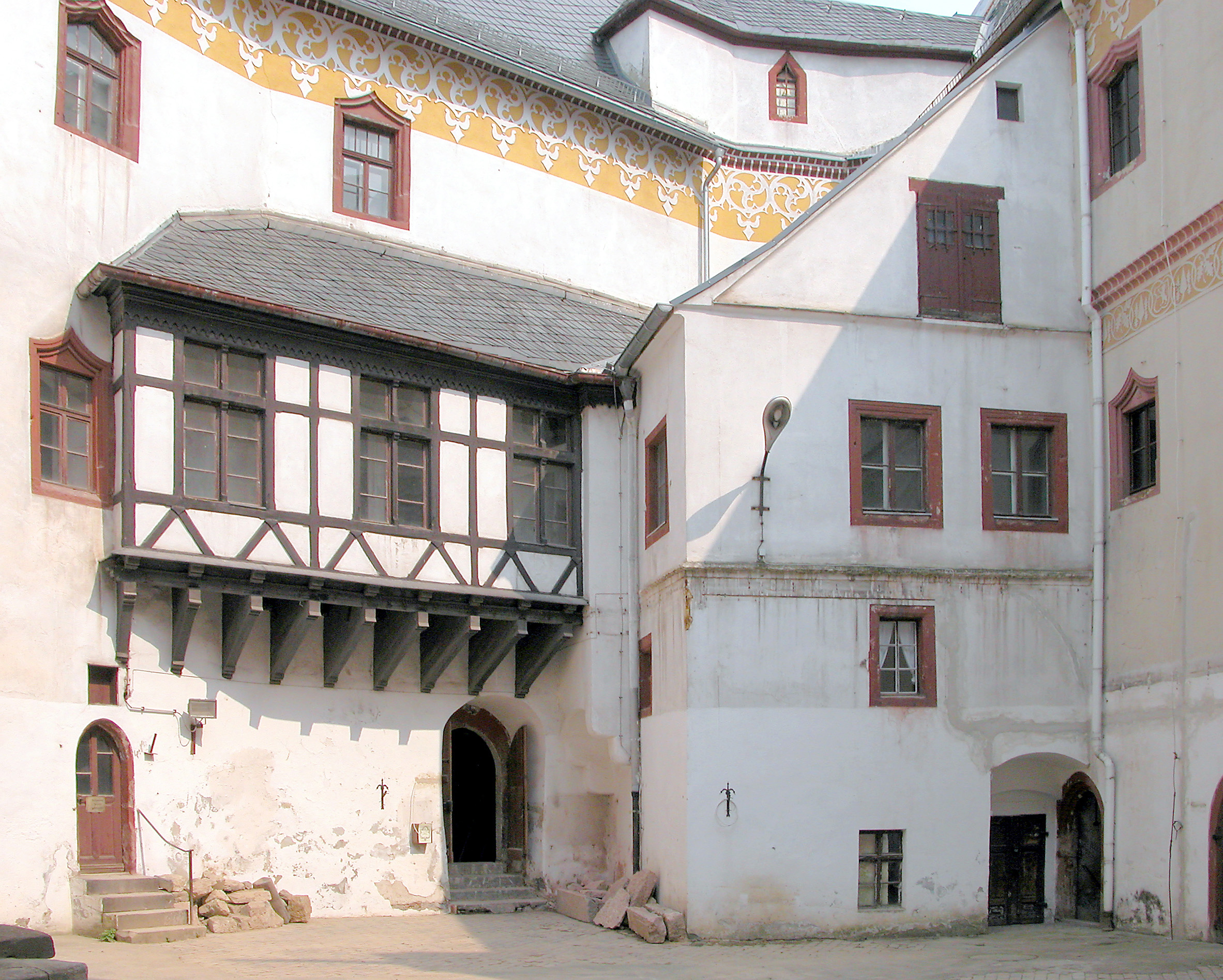
Schloss Sachsenburg

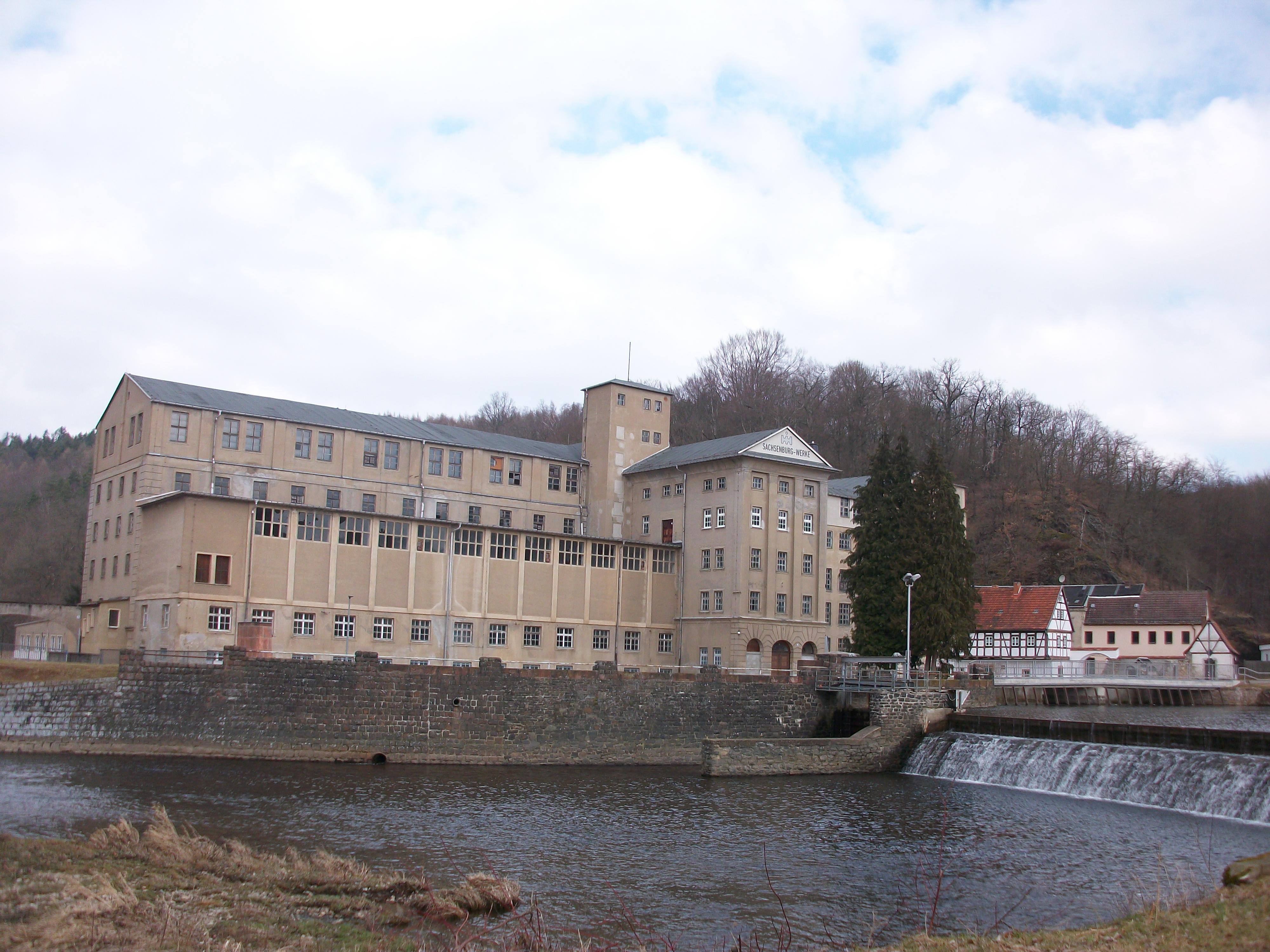
Spinnerei Sachsenburg, zwischen 1933 und 1937 als KZ Sachsenburg genutzt

Die Herren von Sachsenburg wurden mit einem Heinricus de Sassenberg das erste Mal im Jahr 1197 urkundlich erwähnt. Anhand archäologischer Funde lässt die Existenz der Burg Sachsenburg um 1210/30 nachweisen. Bauherren waren offenbar die Herren von Mildenstein. Der unmittelbar nördlich von Frankenberg/Sa. gelegene Ort Sachsenburg wurde in der zweiten Hälfte des 12. Jahrhunderts ebenfalls durch die Herren von Mildenstein als Waldhufendorf angelegt. Nach der Zerschlagung ihrer Herrschaft im Zusammenhang mit dem Mildensteiner Zehntenstreit durch Markgraf Heinrich den Erlauchten im Jahre 1232 ging die Herrschaft in den Besitz dieses Wettiners über.
Auf dem Treppenhauer, einer bewaldeten Anhöhe gegenüber der Sachsenburg gelegen, befand sich im Mittelalter die Bergstadt Bleiberg, deren Überreste bei archäologischen Ausgrabungen der letzten Jahrzehnte freigelegt wurden. In den Jahren zwischen 1260 und 1288 war der Bergbau auf silberhaltige Blei- und Kupfererze auf dem Treppenhauer in vollem Gange, es wird die Blütezeit der Stadt gewesen sein. Mit dem Niedergang der ersten Bergbauperiode des Silberbergbaus im 14. Jahrhundert wurde die Bergstadt verlassen und geriet in Vergessenheit. In der Zeit des Bergsegens diente die Sachsenburg zum Schutz des Bergbaus. Am Ende dieser ersten reichen Bergbauepoche in dieser Region (1364) verkauften die Wettiner die Burg an zwei Döbelner Ritter.
1368 gingen Burg und Ort Sachsenburg in den Besitz der Herren von Schönberg über. Die Sachsenburg in ihrer heutigen Gestalt ließ Caspar von Schönberg († 1. November 1489 oder 1491 in Zwickau) durch den sächsischen Baumeister Hans Reynhart auf den Resten der älteren Burg etwa um 1480 (lt. dendro) errichten. Im Jahr 1610 kam Sachsenburg mit dem durch Erbteilung entstandenen Amt Sachsenburg durch Verkauf von den Herren von Schönberg an den sächsischen Kurfürsten Johann Georg I. Seit 1610 diente das Schloss als Verwaltungsbau des kurfürstlich-sächsischen Amts Sachsenburg. Zum Amt Sachsenburg gehörten neben Sachsenburg noch die Orte Dittersbach, Mühlbach, Neudörfchen und Seifersbach. Während des Dreißigjährigen Krieges wurden die erste und die zweite Vorburg zerstört und das Schloss geplündert. Im Jahr 1633 wurden die Ämter Frankenberg und Sachsenburg zum Amt Frankenberg-Sachsenburg vereinigt. Sachsenburg wurde im Jahr 1764 als Amtsdorf geführt.
Sachsenburg gehörte bis 1856 zum kursächsischen bzw. königlich-sächsischen Amt Frankenberg-Sachsenburg. Ab 1856 gehörte der Ort zum Gerichtsamt Frankenberg und ab 1875 zur Amtshauptmannschaft Flöha. Nach der im Jahr 1864 erfolgten Aufgabe des Schlosses Sachsenburg als Verwaltungssitz wurde es zwischen 1867 und 1926 als Gefängnis und danach als Volksschulheim genutzt. 1933 befand sich hier kurzzeitig ein Schutzhaftlager, das später in eine Spinnerei an der Zschopau verlegt wurde (siehe: KZ Sachsenburg). Seit Mitte der 1930er Jahre diente es der NSDAP als Gauführerinnenschule der NS-Frauenschaft Sachsen. Gegen Ende des Zweiten Weltkrieges wurde das Schloss dann als bakteriologisches Institut (Außenstelle des Robert-Koch-Instituts) genutzt. Nach Kriegsende diente die Sachsenburg als Wohnort für Umsiedler, bevor 1947 ein Jugendwerkhof eingerichtet wurde, der bis 1967 bestand. Ab 1968 war das volkseigene Wohnungsbaukombinat Dresden Herr über das Schloss, welches das Schloss als Kinderferienlager und Schulungsheim nutzte.
Mit der zweiten Kreisreform in der DDR kam die Gemeinde Sachsenburg im Jahr 1952 zum Kreis Hainichen im Bezirk Chemnitz (1953 in Bezirk Karl-Marx-Stadt umbenannt), der 1990 als sächsischer Landkreis Hainichen weitergeführt wurde und 1994 im Landkreis Mittweida bzw. 2008 im Landkreis Mittelsachsen aufging. Mit dem Zusammenschluss der Gemeinden Sachsenburg und Irbersdorf entstand am 1. Oktober 1992 die Gemeinde Sachsenburg-Irbersdorf, die am 1. Januar 1994 nach Frankenberg/Sa. eingemeindet wurde. Seitdem bildet Sachsenburg einen Teil des Ortsteils Sachsenburg/Irbersdorf.

### Geschichte des Bergbaus in Sachsenburg

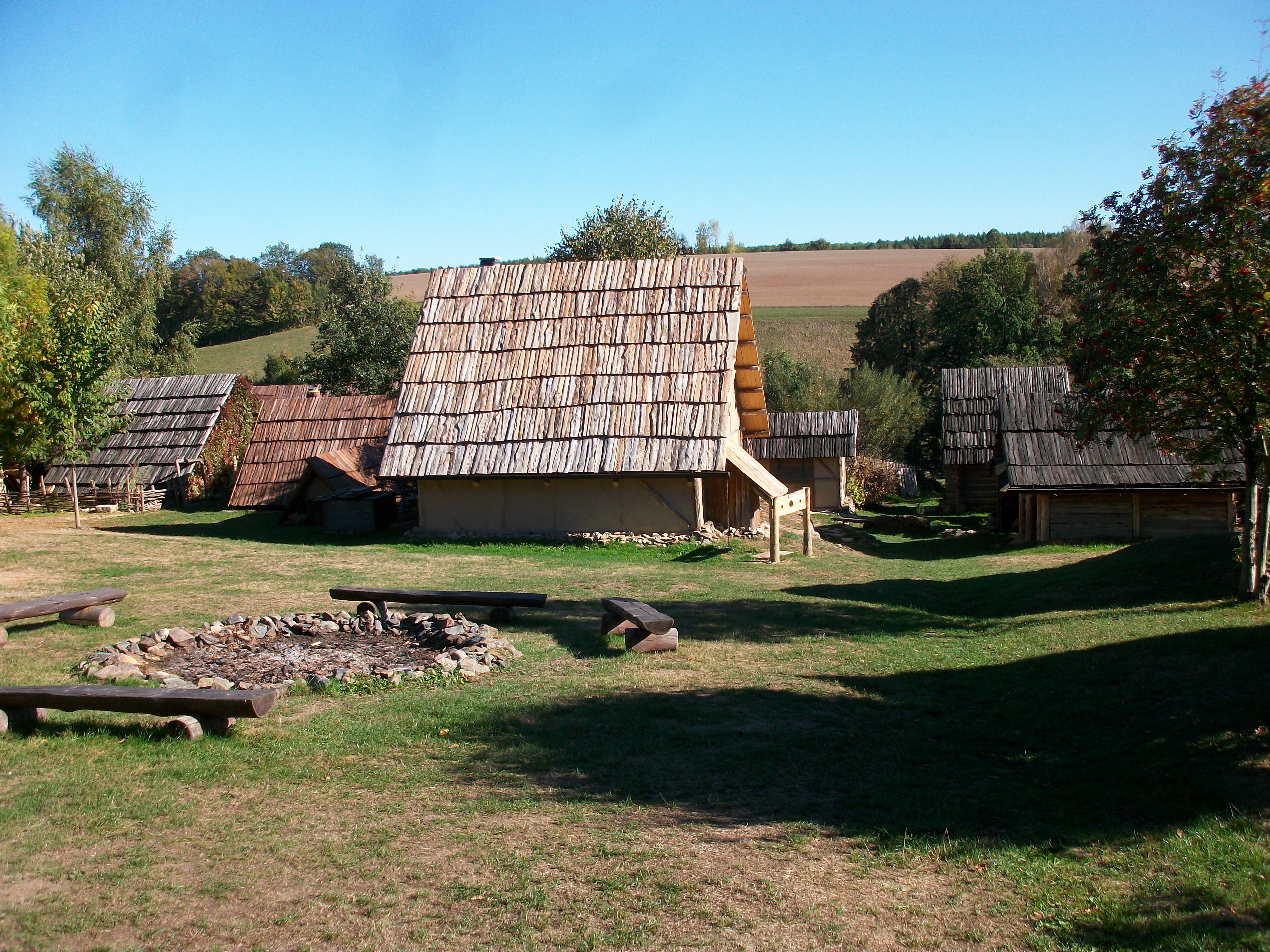
Gebäude im Freilichtmuseum Mittelalterliche Bergstadt Bleiberg

Auf dem Treppenhauer westlich von Sachsenburg begann bereits in der zweiten Hälfte des 13. Jahrhunderts der Erzbergbau. Zu dieser Zeit existierte auch auf dem anderen Ufer der Zschopau am Roten Berg bei Biensdorf Bergbau. Durch einen intensiven Bergbau auf Silber und Kupfer wuchs die Bergstadt Bleiberg vermutlich auf eine Einwohnerzahl von ca. 1000 Personen an. Allerdings wurde die Siedlung mit dem Niedergang der ersten Bergbauperiode des Silberbergbaus im 14. Jahrhundert wieder verlassen und geriet in Vergessenheit. Im Freilichtmuseum „Mittelalterliche Bergstadt Bleiberg“ in Sachsenburg wurden einige Häuser der Siedlung nachgebaut, um einen Einblick in das Leben der damaligen Zeit zu geben.
Ab dem 16. Jahrhundert existierten weitere Bergbauversuche am Treppenhauer. Der in seiner Entstehungszeit nicht datierbare Treppenhauerstolln reicht mit einer Auffahrungslänge von 1,3 km bis unter das Dorf Sachsenburg. Das mittelalterliche Pingen- und Haldenfeld auf dem Schenkberg wurde durch den Joseph- und Marienzug Erbstolln auf tiefer Sohle erschlossen. Ein Aufwältigungsversuch im 18. Jahrhundert brachte nur eine begrenzte Menge von gelbem und rotem Farbocker in sehr guter Qualität. Westlich von Sachsenburg wurde um 1876 im Rahmen einer Feldspatprospektion eine Pegmatitfundstelle erkundet. Es wurde jedoch nur ein sehr kleines Feldspatlager gefunden. Auch eine spätere Erkundung der Jahre 1951–53 verlief erfolglos. Für das im Dorf Sachsenburg gelegene Berggebäude „Reicher Segen Gottes“ wurde der Sachsenstolln angelegt, dessen Mundloch sich unterhalb des Schlosses Sachsenburg befindet. An der Anlage wurde zwischen 1701 und 1820 gearbeitet. Die Gesamtlänge beträgt etwa 1000 m. Im Jahre 1831 vereinigten sich die Berggebäude und Gewerkschaften „Alte Hoffnung Erbstolln“ zu Schönborn, „Reicher und Neuer Segen Gottes“ zu Sachsenburg, „Hülfe des Herrn samt Bald Glück Erbstolln“ zu Biensdorf und Krumbach zum Communbergbaubetrieb „Alte Hoffnung Erbstolln“ zu Schönborn. Dadurch wurde der Bergbau in Sachsenburg eingestellt.
Im Jahr 2006 gründete sich der Bergbauverein „Reicher Segen Gottes e. V.“, welcher es sich zur Aufgabe gemacht hat, das letzte Wohnhaus der ehemaligen Schlossmühle Sachsenburg zu erhalten, zu restaurieren und geschichtlich aufzuarbeiten. Der Verein betreut weiterhin mehrere bergbautechnische Anlagen auf der Sachsenburger Seite der Zschopau.

## Bauwerke

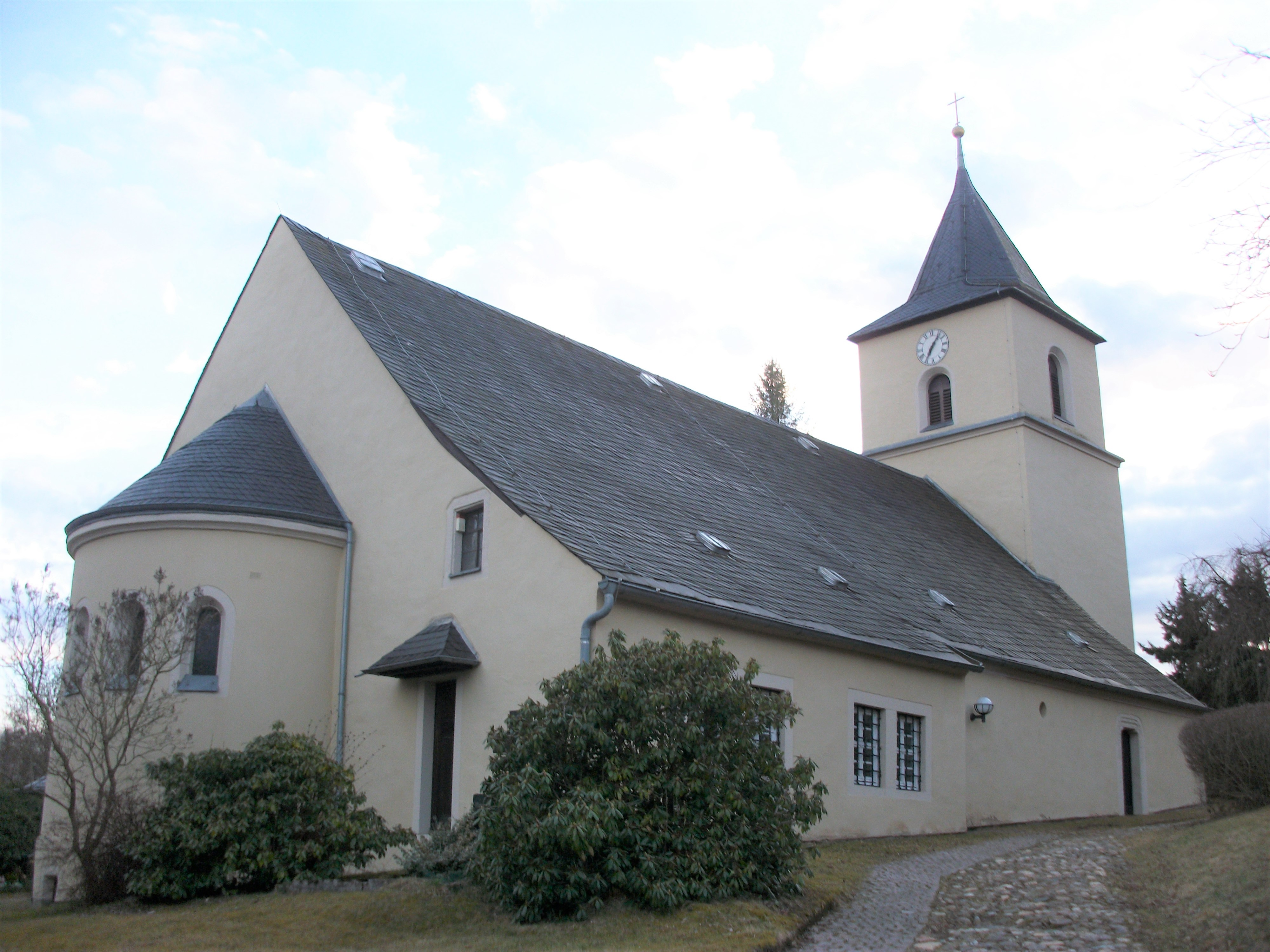
Kirche Sachsenburg

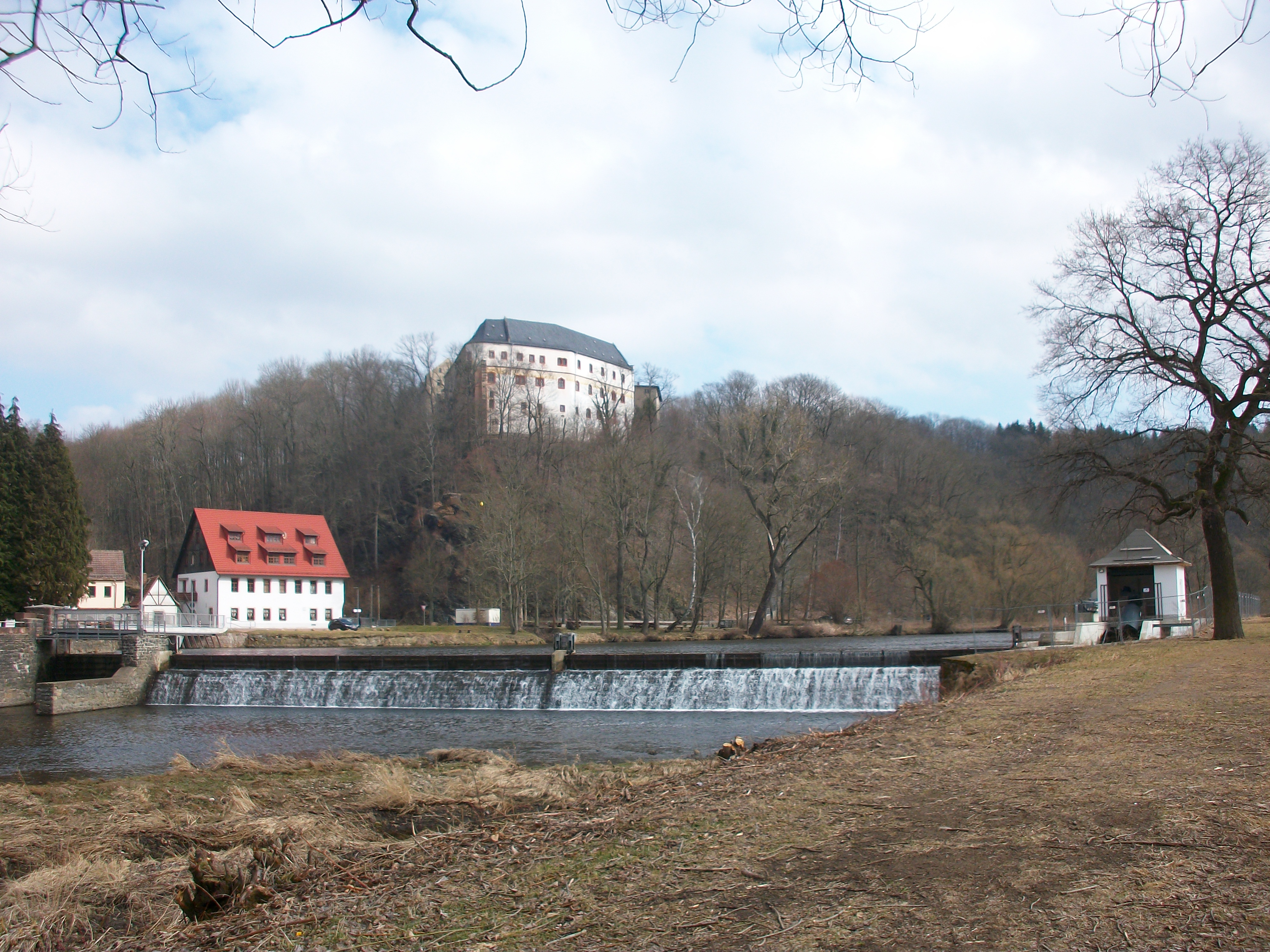
Schloss Sachsenburg mit Zschopauwehr

Am Ortsrand steht das spätgotische Schloss Sachsenburg, das in seiner heutigen Gestalt 1480–1488 unter Caspar von Schönberg errichtet wurde.
Die Dorfkirche ist mittelalterlichen Ursprungs (mit einer gotischen Holztonne), im frühen 20. Jahrhundert jedoch stark überprägt worden (u. a. Anbau einer neoromanischen Apsis). Bemerkenswert ist der außerordentlich kostbare Flügelaltar eines in Mitteldeutschland tätigen, jedoch namentlich nicht bekannten süddeutschen Meisters; er entstand um 1490. Im Bereich der Apsis wurden im frühen 20. Jahrhundert sieben mittelslawische Keramikbruchstücke gefunden.
Unweit der Kirche wurde ein von einem Verein betreutes Freilichtmuseum mit Nachbildungen der mittelalterlichen Gebäude errichtet, in dem man von Zeit zu Zeit mittelalterliche Lebensart imitiert. Historischer Bezug ist die in der Nähe befindliche Wüstung der mittelalterlichen Bergstadt Bleiberg.
In den Jahren 1933 bis 1937 wurde das KZ Sachsenburg in der vormaligen Spinnfabrik Tautenhahn zwischen Zschopau und Mühlgraben eingerichtet. In der Nähe befindet sich die ehemalige Schlossmühle und das Zschopauwehr mit einer Hängebrücke.

## Persönlichkeiten
- Kurt Traenckner (1901–1959), Kohleveredler
- Max Wiessner (1885–1946), Zeitungsverleger

## Bilder

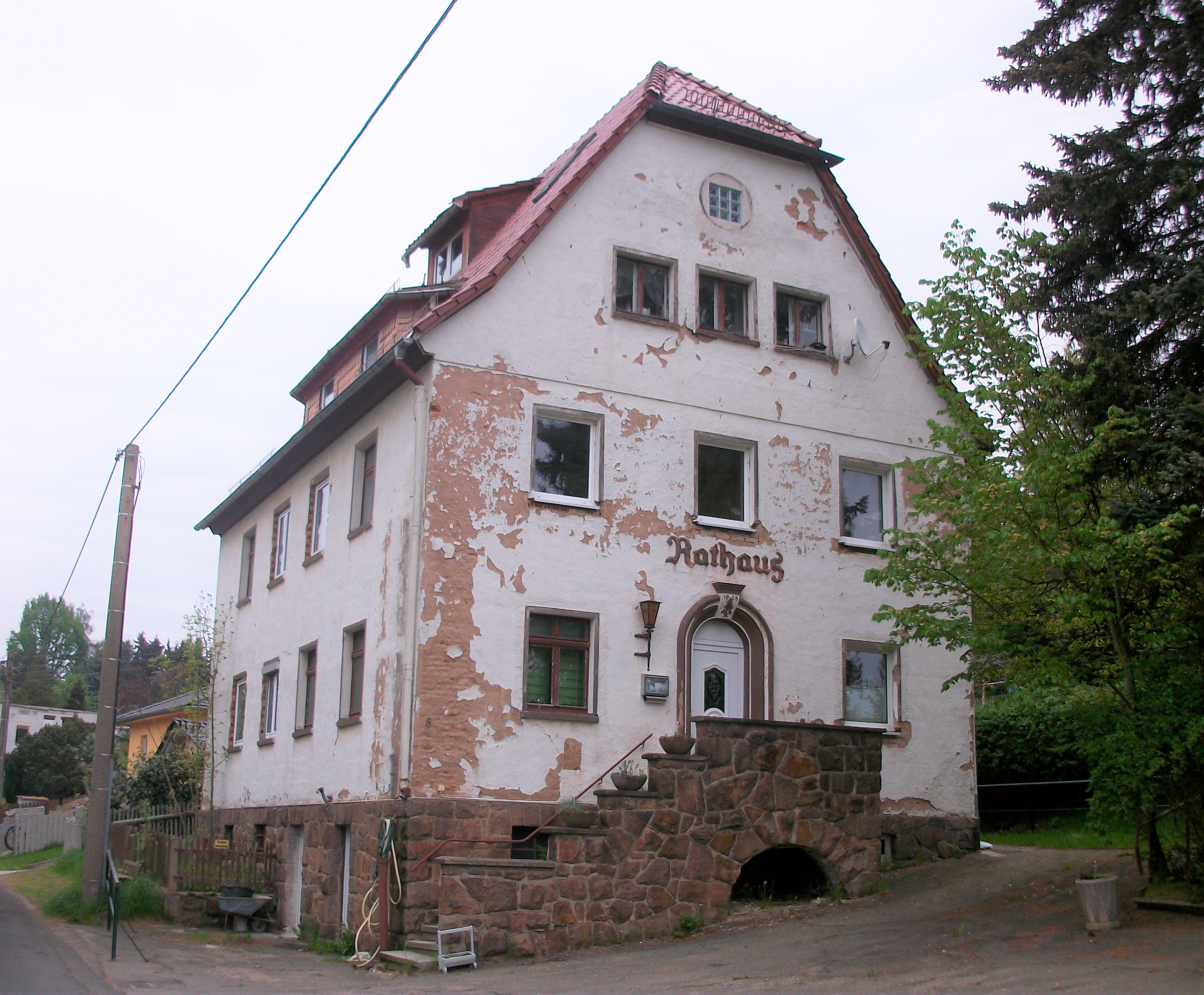
Rathaus Sachsenburg
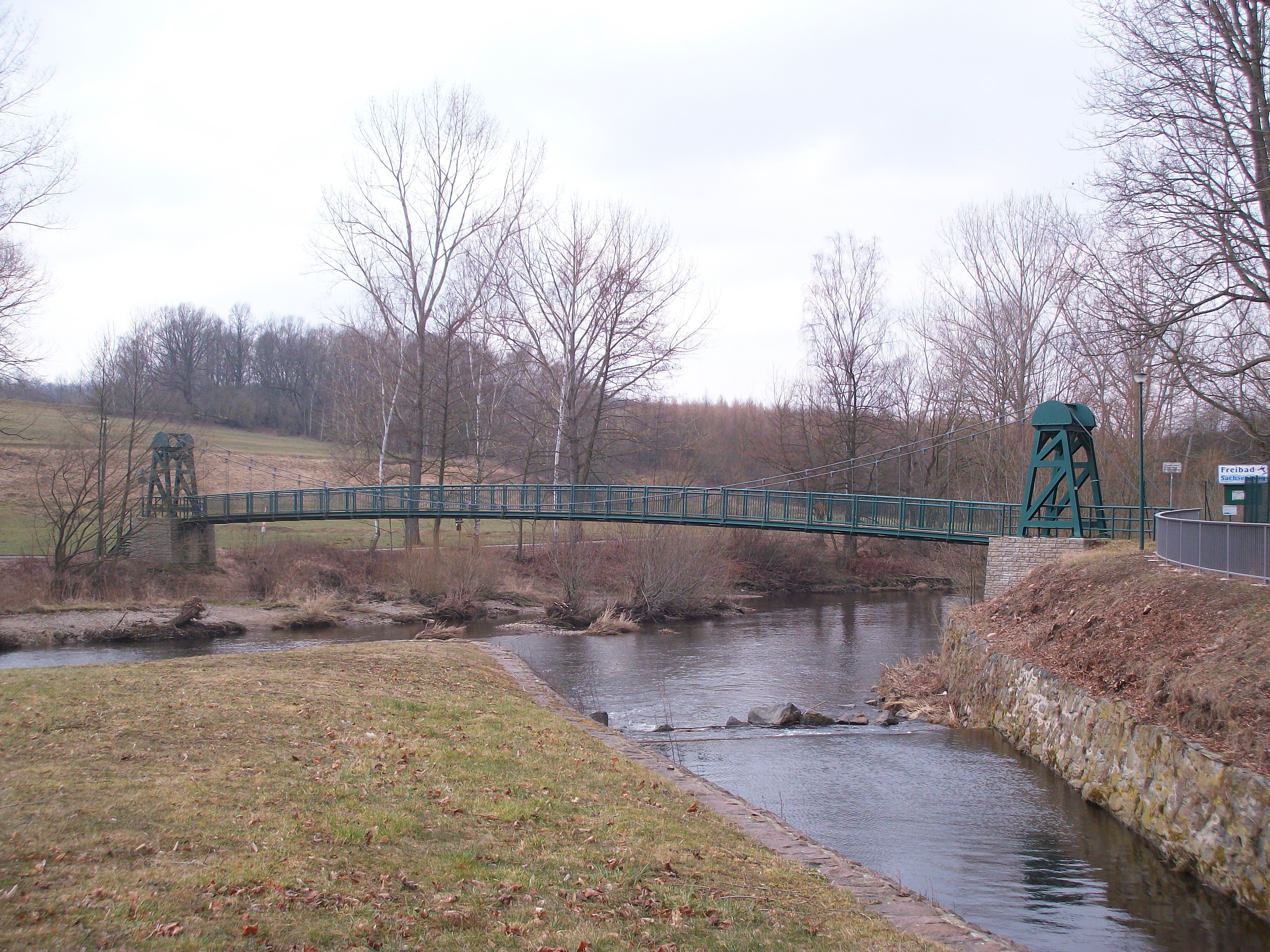
Zschopaubrücke Sachsenburg–Biensdorf
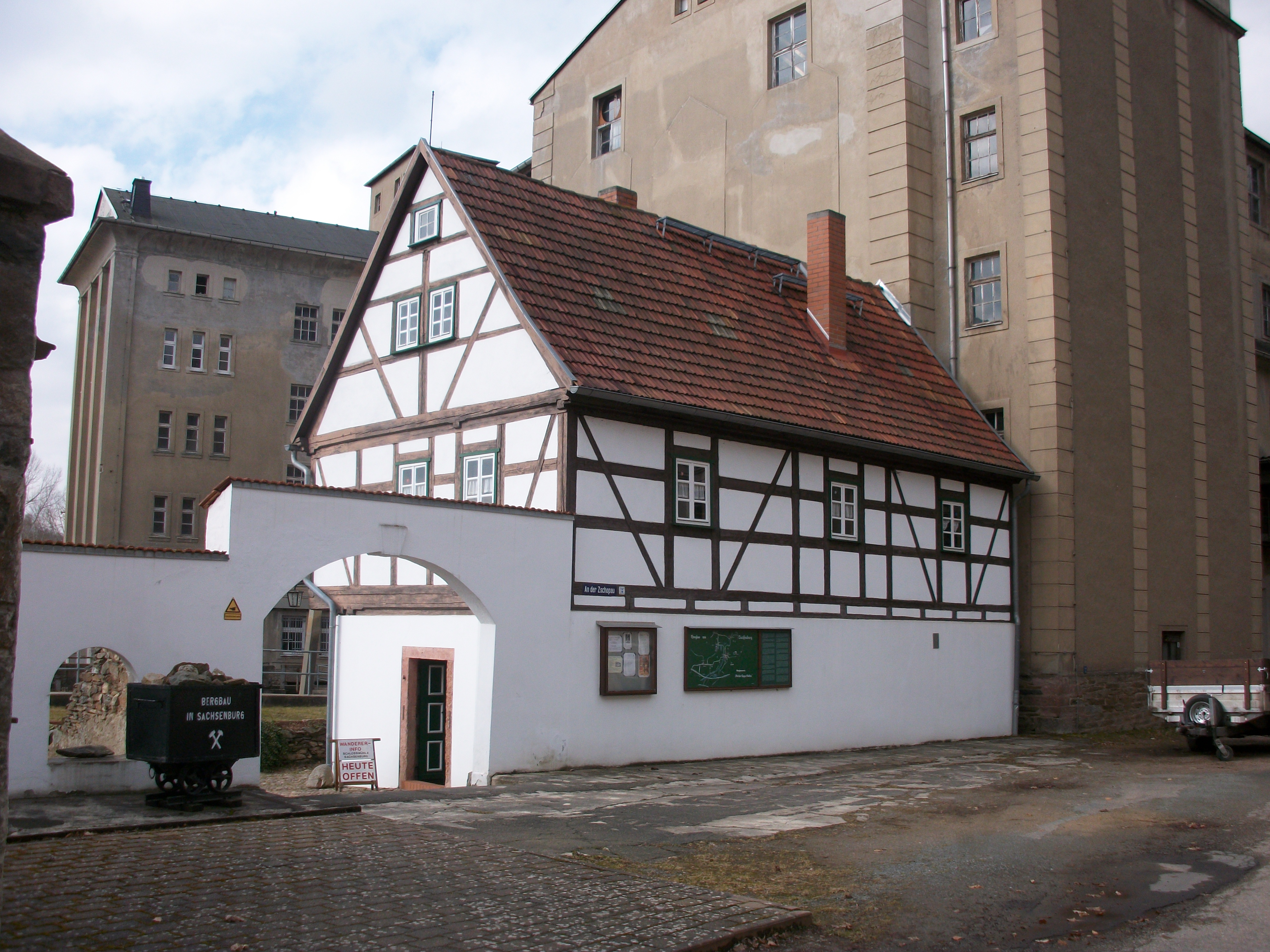
Schlossmühle Sachsenburg
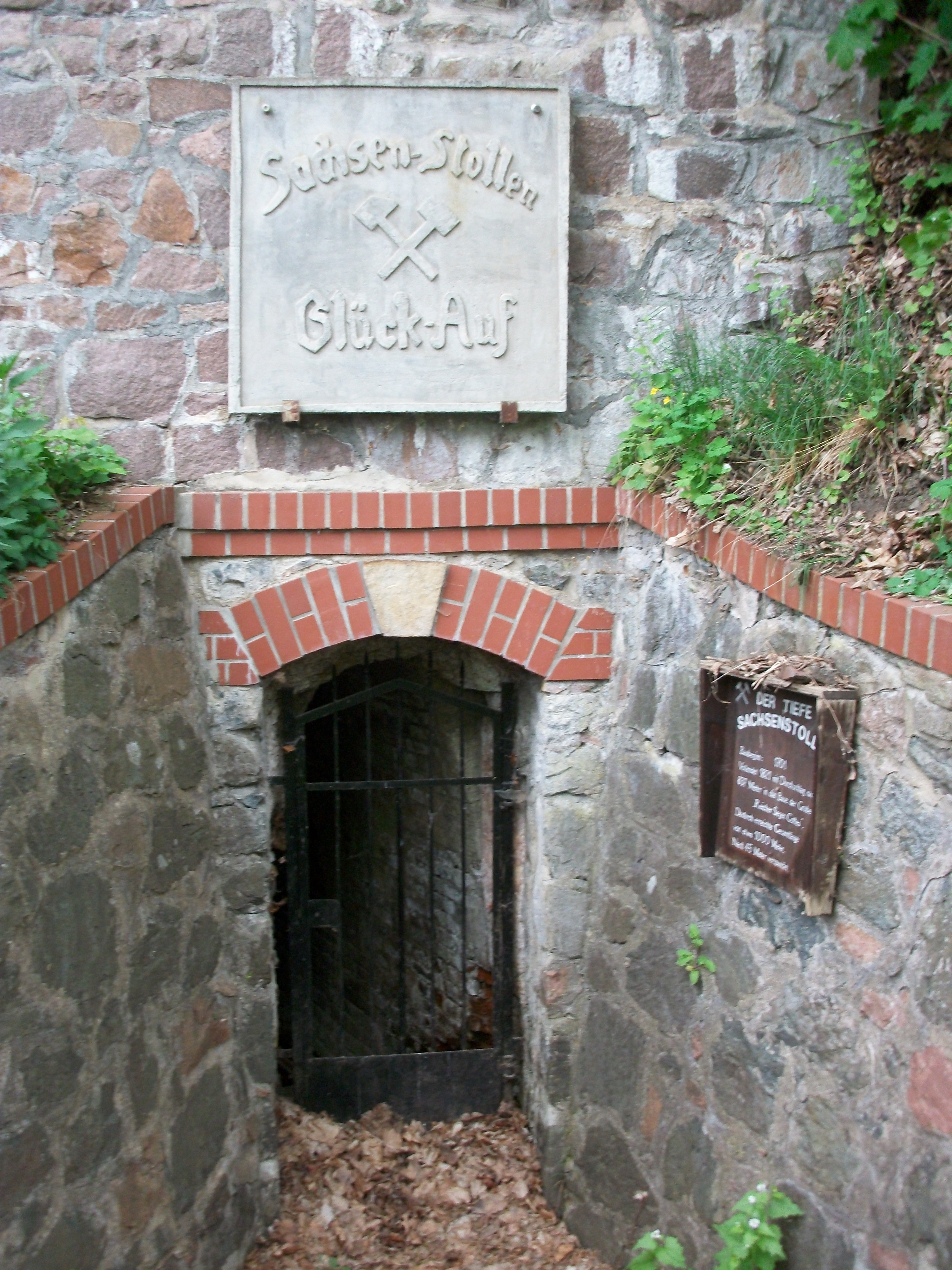
Tiefer Sachsen Stolln, Mundloch
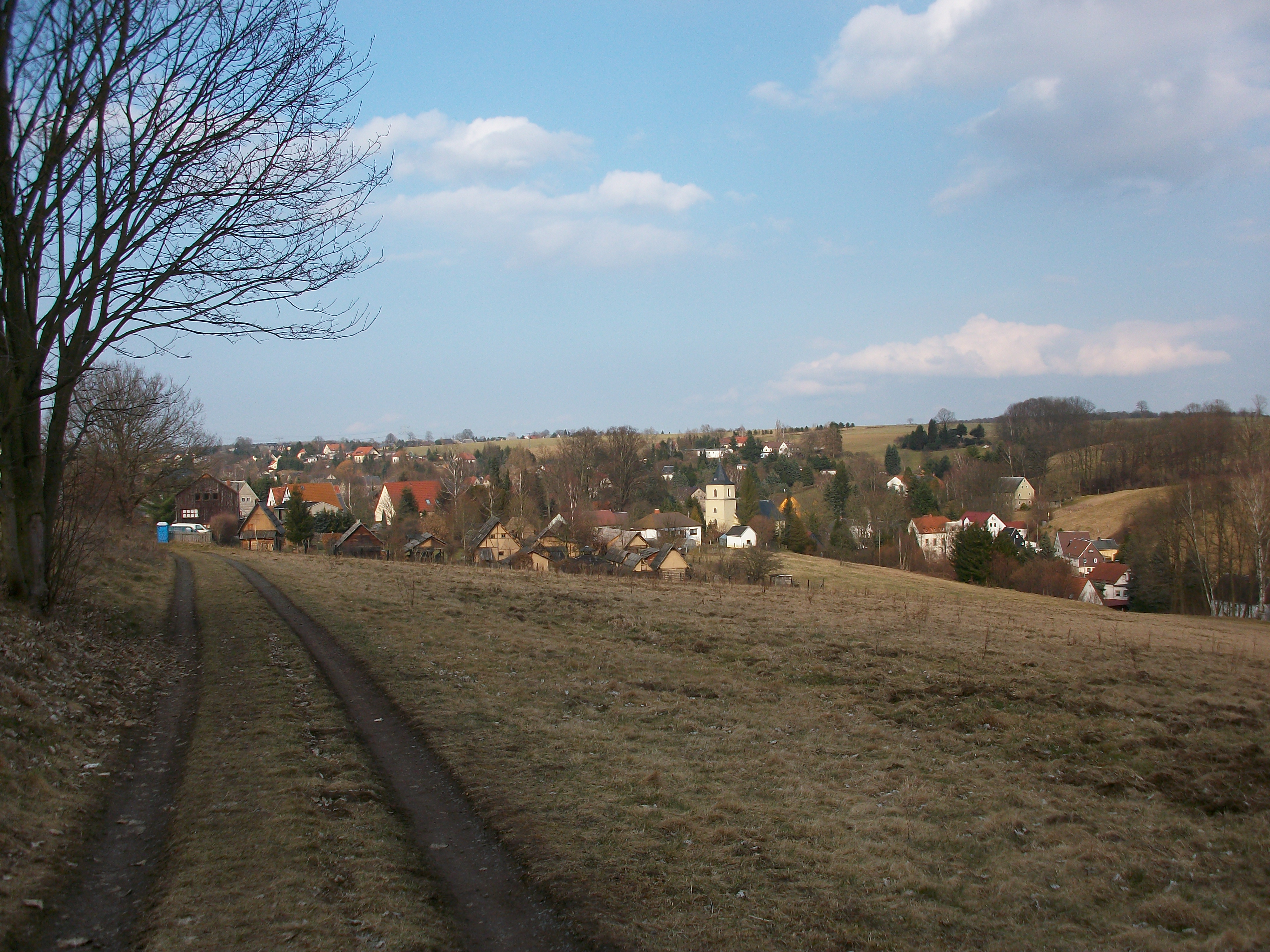
Sachsenburg mit Freilichtmuseum Bergstadt Bleiberg